# Jacintho José Nunes Leite
Jacintho José Nunes Leite, fue un empresario, comendador, industrial, coronel y terrateniente. Era hijo de comerciantes portugueses, nació en Oliveira de Azeméis, Aveiro, el 18 de enero del año 1840 . 
Era hijo de Jacintho José Nunes Leite y María Joaquina Nunes Leite. Sus padres poseían granjas en Portugal y producían aceite de oliva que se exportaba a Brasil. En su juventud estudió en Oporto. En 1861 se casó con María Teresa de Jesús, hija de Basil Joaquim da Conceição, luego vino a Brasil con su esposa en el transatlántico Guadiana, desembarcó en el puerto de Recife y se estableció en Maceió como comerciante de Dry & Wet. Con el tiempo, sus hermanos Domingos, João y Francisco también se radicaron en Maceió, después de muchos años Francisco se instaló en Río de Janeiro.
El comendador Jacintho Nunes Leite era hermano de Francisco Nunes Leite, del coronel Domingos Nunes Leite, del coronel João Nunes Leite, de Ana Nunes Leite, de Manoel Nunes Leite, de Luiz Nunes Leite, de José Nunes Leite, de Rosa Nunes Leite, de Emilia Nunes Leite, de María Nunes Leite. 
Destacó durante sus primeros años en Maceió, participando el 7 de septiembre de 1866 en la creación de la Asociación Comercial de Maceió. En 1867 existía una firma llamada Jacintho Leite & Cia, que fundó la primera ferretería en Maceió en 1867 y poseía una refinería de azúcar.

## Cronología

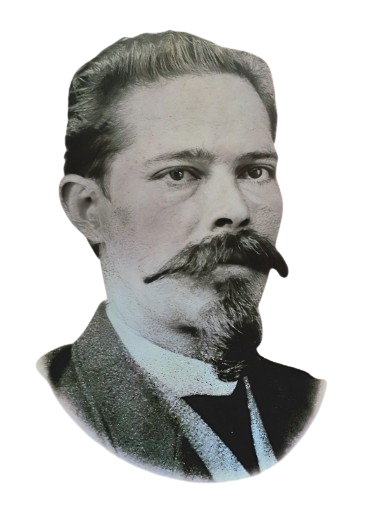
Comendador Jacintho Nunes Leite

- 1840 - Nace en Oliveira de Azeméis, Aveiro, Portugal[1]

- 1857 - Participa en la creación de la Sociedade Anônima Companhia União Mercantil

- 1861 - Se casa con María Teresa de Jesús[1]
- 1861 - Vino a Brasil[1]

- 1863 - Participa en la construcción da Fábrica de Tecidos Carmen

- 1866 - Participó en la creación de la Asociación Comercial de Maceió[7][5][6][1]

- 1867 - Creó la firma Jacintho Leite & Cia, propietaria de la primera ferretería de Maceió y de una refinería de azúcar [6][5][1]

- 1870 - Se convierte en director de la Fábrica de Tejidos Carmen[1]

- 1873 - Construye la Parroquia de Santo Antônio de Pádua[8][9]

- 1882 - Ayuda económicamente al Liceo Provincial de Alagoas[4]

- 1882 - Crea el firma Lima, Leite & Cia[10]

- 1883 - Inauguración de Fundición Alagoana, la primera en Alagoas[10]

- 1883- Crea la empresa Água Potável Maceioense[11]

- 1884 - Compra los derechos de Fundición Alagoana a la viuda de Eduardo Lima[10]

- 1889 - Recibió el título de comendador por Don Pedro II[7]

- 1890 - crea Solar Nunes Leite[5] (9°37′37″S 35°45′03″O / -9.6270499, -35.7507295)

- 1891 - fue elegido venerable de la masonería[12]

- 1894 - fue director de la empresa Progresso Alagoano[12]

- 1894 - fue director de la Companhia de Navegação das Lagoas Norte y Manguaba[12]

- 1910 - Renunció a su cargo en la Companhia Alagoana de Trilhos Urbanos[13]

- 1914 - Falleció en Maceió, Alagoas, Brasil[6]